# Camí de Sant Miquel del Fai (Riells del Fai)
El Camí de Sant Miquel del Fai és un camí rural en el primer tram i de muntanya en la meitat superior que uneix el poble de Riells del Fai amb l'antic monestir de Sant Miquel del Fai, en el terme municipal de Bigues i Riells, al Vallès Oriental.
Arrenca de l'extrem nord-oest de Riells del Fai, a ponent de la Violeta, des d'on s'adreça cap a l'oest. Travessa el torrent de Llòbrega, poc després el Pla de la Vinya, i deixa la masia de Can Jaume a la dreta. Just al sud-oest de la masia el camí, que ve de llevant, emprèn cap al nord-nord-oest. Al cap de poc passa a l'est de la Pineda, que queda a sota del camí, després també a llevant de la Font de la Pineda, que és més lluny i també per dessota del camí. Poc després arriba al costat de llevant de la Madella, on hi ha l'entrada de la petita urbanització de les Torres de la Madella, que és el lloc on s'acaba el recorregut que es pot fer en vehicle, just en el lloc on travessa el torrent del Gat.
Des de les Torres de la Madella, el camí, en forma de corriol, s'adreça cap a les Costes de Sant Miquel, per on puja al capdamunt de la cinglera seguint la direcció nord-nord-est, fins que arriba a Sant Miquel del Fai en 2 quilòmetres i mig.
Un bon tram d'aquest camí discorre per un antic camí romà, l'empedrat del qual, reconstruït i consolidat, és visible en un tros força llarg.

## Etimologia
Es tracta d'un topònim romànic modern, de caràcter descriptiu: és el camí que mena a Sant Miquel del Fai des de Riells del Fai.